# Bocicău, Satu Mare
Bocicău este un sat în comuna Tarna Mare din județul Satu Mare, Transilvania, România. Este situat pe DC5. Prima atestare documentară a satului este din 1572.